# Notoxylinon
Notoxylinon es un género con ocho especies de fanerógamas perteneciente a la familia  Malvaceae.

## Especies
| - Notoxylinon australe - Notoxylinon flaviflorum - Notoxylinon latifolium - Notoxylinon pedatum | - Notoxylinon populifolium - Notoxylinon punctatum - Notoxylinon robinsonii - Notoxylinon thespesioides |